# NGC 3154
NGC 3154 este o infrared source⁠(d) situată în constelația Leul. A fost descoperită în 12 martie 1880 de către Édouard Stephan⁠(d).